# Jarun
Jarun är en sjö och ett kvarter i stadsdelen Trešnjevka-syd i Zagreb i Kroatien. Kvarteret är uppkallat efter sjön Jarun som ligger i kvarterets södra del. Sjön är ett sport- och rekreationsområde och platsen för flera kulturella evenemang.  

## Historik

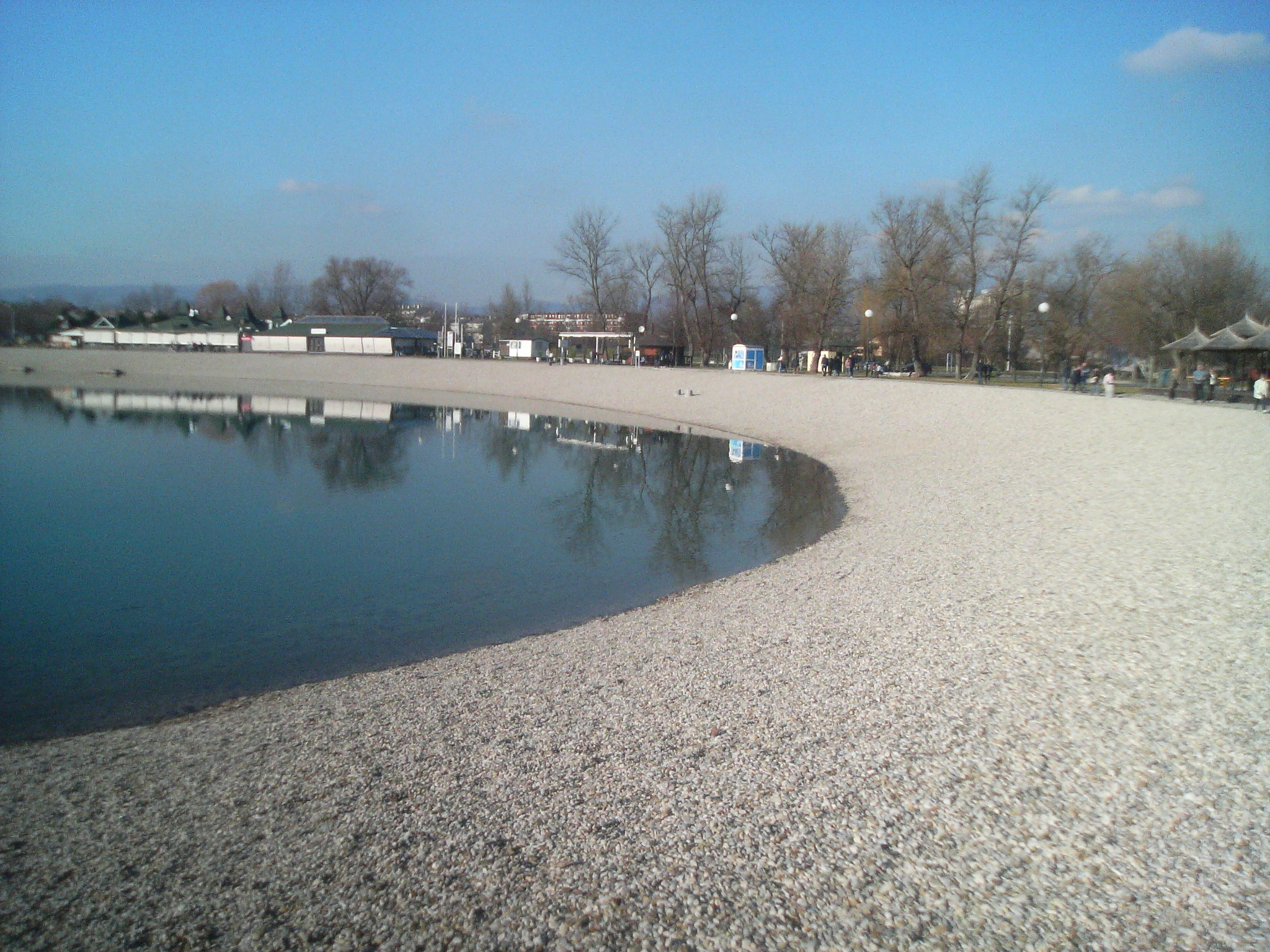
En strand vid sjön.

Jarun som samhälle finns omnämnt i topografiska kartor från 1728. I samband med Universiaden 1987 beslutade myndigheterna att skapa ett nytt sport- och rekreationscenter vid sjön Jarun. 

## Sport- och rekreation
Vid sjön ligger sportcentret Ungdom (Športski park Mladost). I byggnadskomplexet med tillhörande faciliteter, däribland bassänger, finns möjligheter att utöva sporter som tennis, simning, vattenpolo, judo, basket, bordtennis med mera.
Vid sjön Jarun finns badstränder. Här går även att utöva sporter som rodd och segling. Runt sjön finns cykel- och joggingleder.      

## Kultur
Jarun har en stor koncentration av nattklubbar. Här anordnas årligen INmusic festival som är en av landets främsta internationella musikfestivaler.

### Fotnoter
1. ↑  Jarun.net Arkiverad 12 januari 2014 hämtat från the Wayback Machine. (kroatiska)
2. ↑  Sportskiobjekti.hr (kroatiska)